# Der Krieg ernährt den Krieg
Der Krieg ernährt den Krieg ist ein geflügeltes Wort aus Die Piccolomini, dem zweiten Teil von Friedrich Schillers Wallenstein-Trilogie, dem Drama über den Niedergang des berühmten Feldherren Wallenstein im Dreißigjährigen Krieg. Dort lässt Schiller Isolani, den General der (als Plünderer besonders berüchtigten) Kroaten, im Ersten Aufzug sagen:
Der Krieg ernährt den Krieg. Gehen Bauern drauf,
Ei, so gewinnt der Kaiser mehr Soldaten.
Bezeichnet wird mit diesem Ausspruch die Denkart eines Söldnerführers (Condottiere, Warlord), für den der Krieg ein „Gewaltmarkt“ (Georg Elwert) ist, der sich sein eigenes Milieu immer neu schafft, und in dem „Gewaltunternehmer“ (wie auch Wallenstein) ihr Vermögen machen, und das zu erhalten ihr Interesse ist.